# AB Ekmans Mekaniska Snickerifabrik

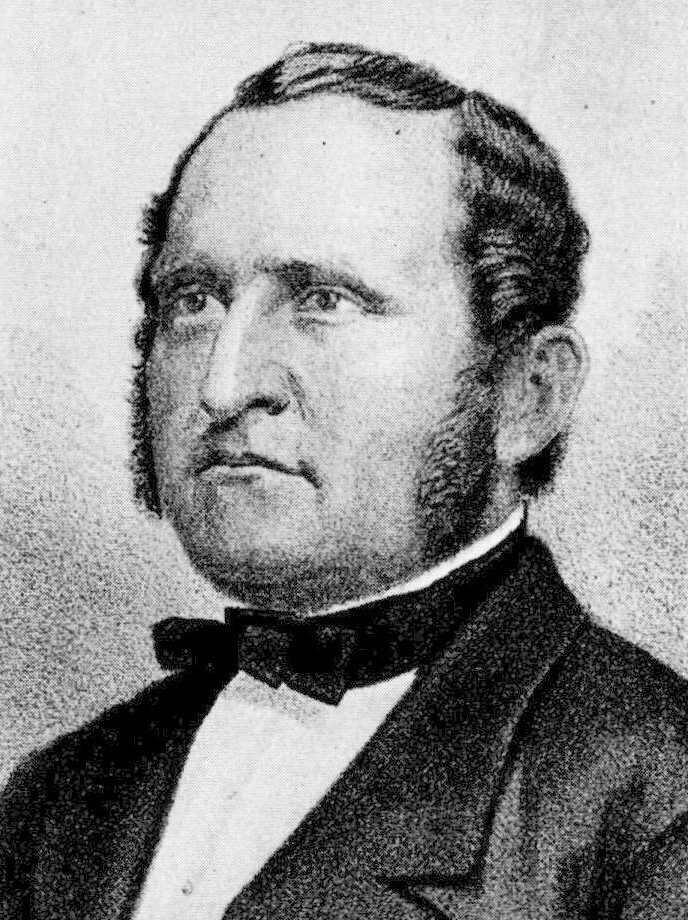
Per Johan Ekman.

AB Ekmans Mekaniska Snickerifabrik var ett träindustriföretag i Stockholm.
Pehr Johan Ekman grundade 1858 Ekmans Mekaniska Snickerifabrik vid Kungsholmstorg i Stockholm. Efter en brand 1866 uppfördes en ny fabrik vid Barnhusviken. Ekmans snickerifabrik var den största och den äldsta av de fem mekaniserade snickerifabriker som fanns i Stockholm under tillväxtåren på 1880-talet. Med hjälp av en egenkonstruerad trähyvlingsmaskin tillverkade företaget inredningsdetaljer i trä och levererade också från 1860-talet monteringsfärdiga hus, från små paviljonger till villor i olika storlekar, skolhus, kyrkor, stallar och badhus, till den svenska marknaden och på export. Frans Lindskog var verkställande direktör och arkitekt vid företaget 1873-90. Han efterföljdes av arkitekt Carl Olinder 1890–1894. På 1890-talet flyttades fabriken till Lilla Alby.
Ekmans och andra trähustillverkare var pionjärer i Sverige att marknadsföra hus genom illustrerade, tryckta kataloger. 

## Ekmanska husen, Kungsholmen
Mellan dåvarande repslagargatan och Kungsholmsgatan i kv. Åkermannen uppförde bolaget med start 1877 en hel koloni med arbetarbostäder. 18 trähus i tre rader ingick i anläggningen så ritats av Lindskog. De så kallade Ekmanska husen inrymde bostäder för fyra familjer. Lägenheterna omfattade 1 rum och kök samt tabur och garderob. Gårdarna avgränsades av spjälstaket. På dessa fanns avträdeshus i form av små åttkantiga lushusliknande skapelser samt soplårar. De revs 1897.

## Bildexempel, bevarade villor

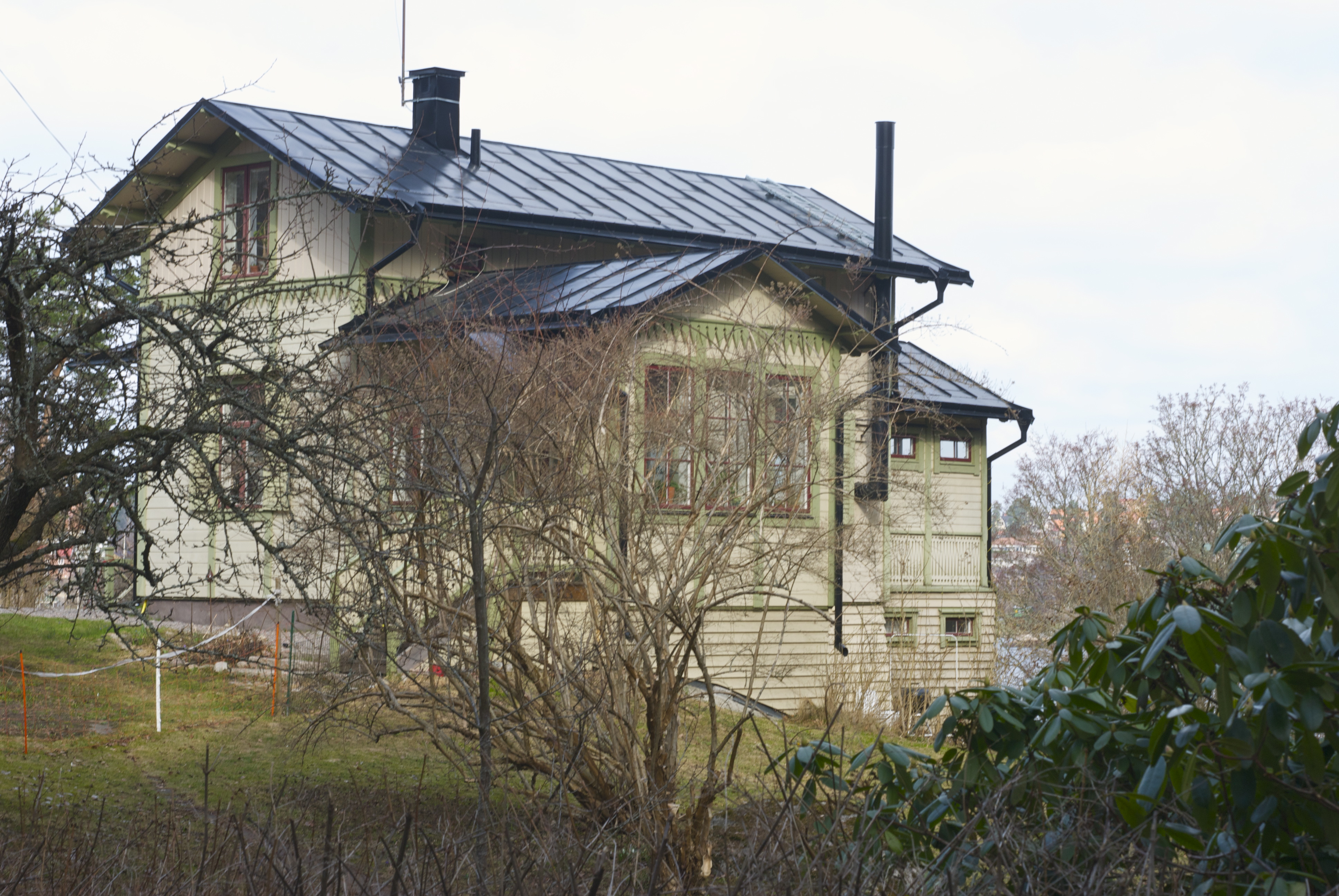
Villa Sommartorp vid Hasseludden uppfördes år 1887.
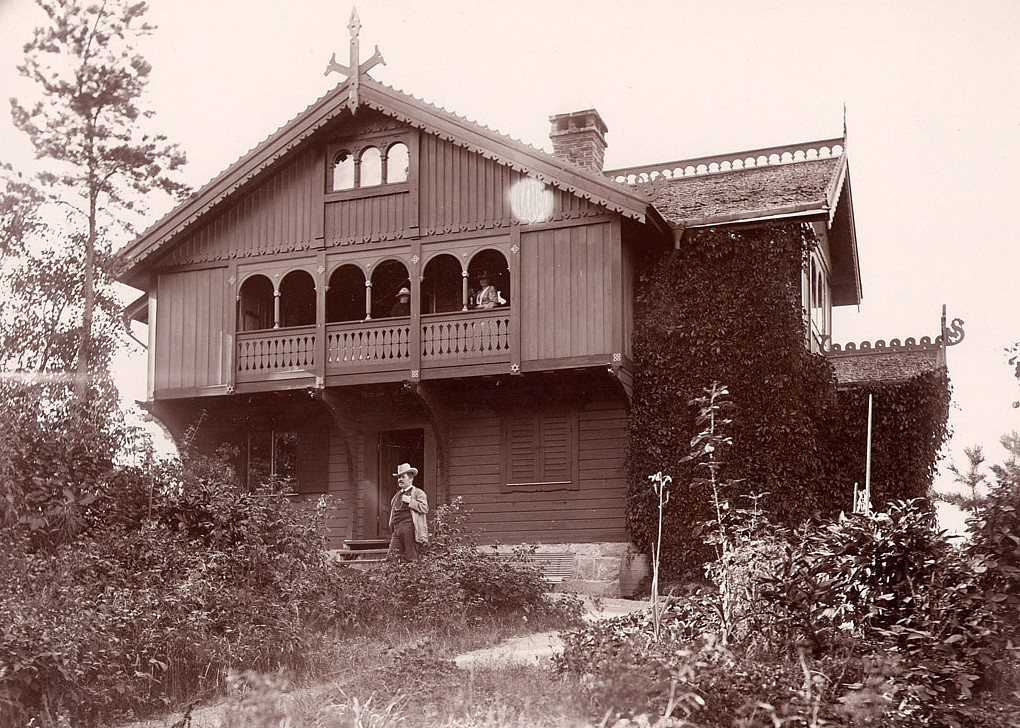
Villa Sagatun i Mälarhöjden uppfördes år 1881 för Gustaf Retzius.
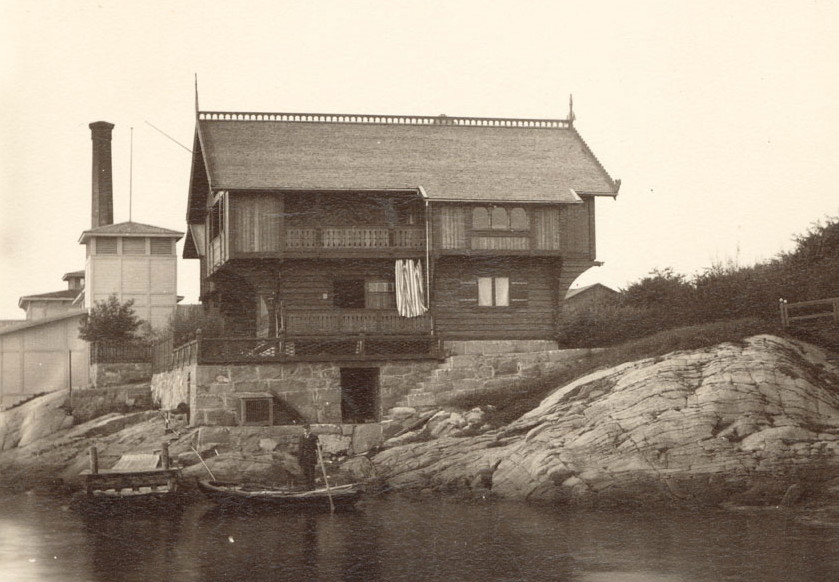
Curmans villor vid Lysekils badinrättning uppfördes på 1880-talet för Carl Curman.

## Bildexempel, rivna byggnader

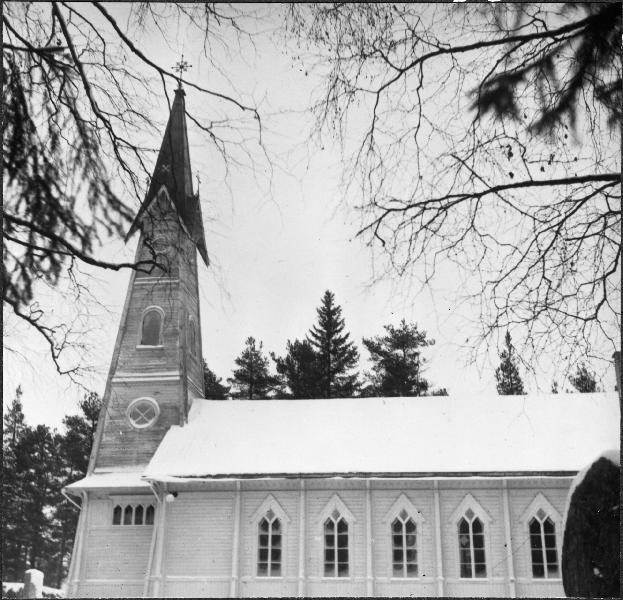
Robertsfors gamla kyrka uppfördes 1889 och revs 1956.
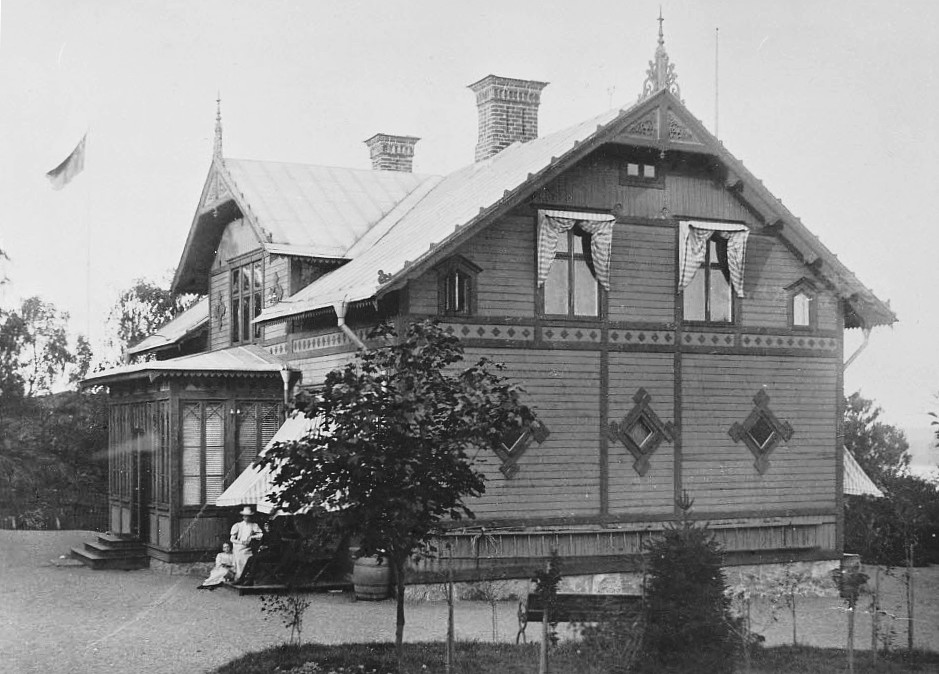
Disponentvillan vid Finnboda varv uppfördes 1890 för överingenjören Kurt von Schmalensée, revs omkring 1970.